# Inez

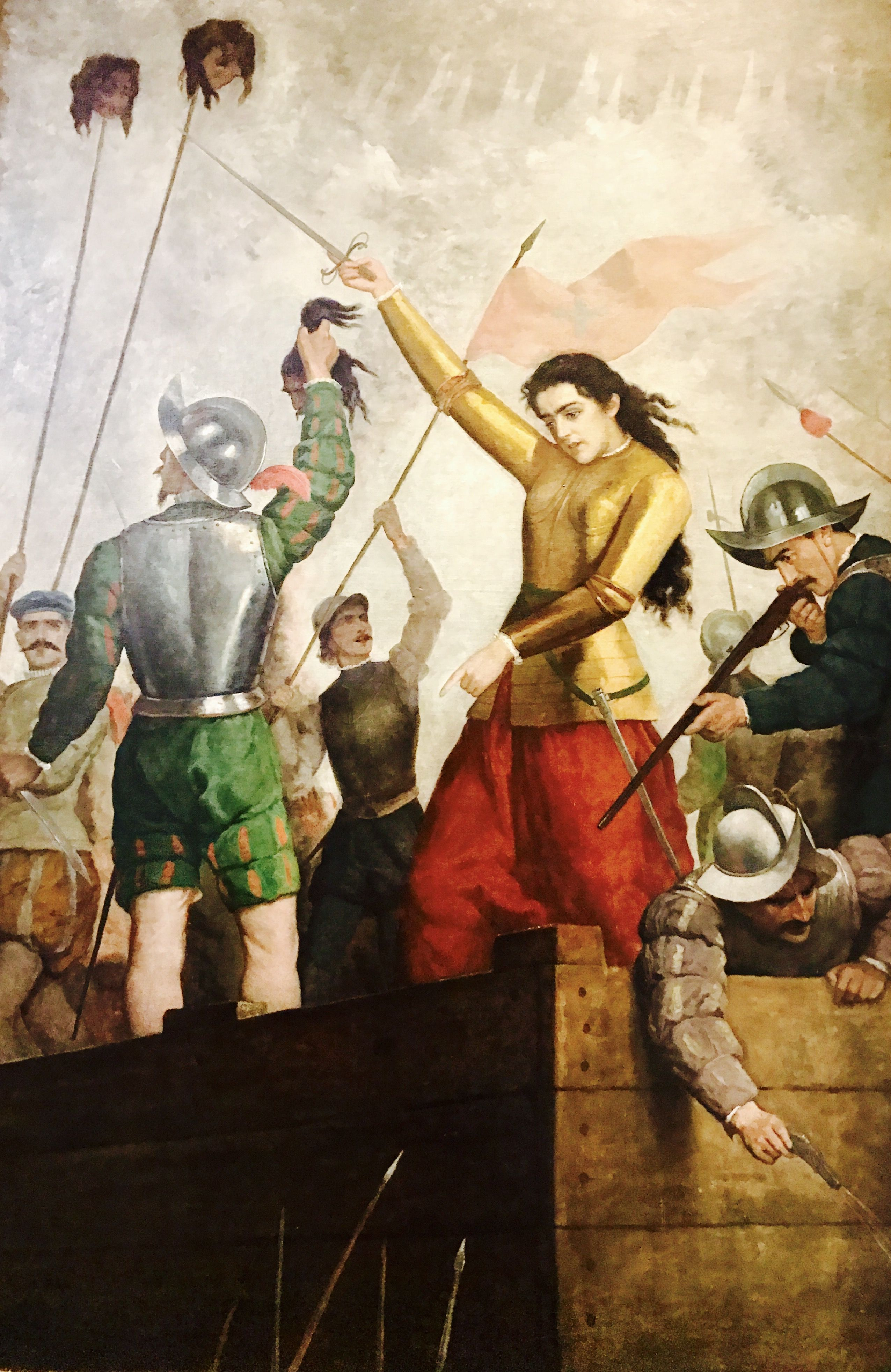
Inés de Suárez

Inez eller Ines är en spansk form av det grekiska namnet Agnes som betyder ren eller kysk. Inez är den engelska stavningen av namnet och Inés är den spanska. Det äldsta belägget i Sverige är från år 1842.
Namnet verkar vara på väg uppåt. Under 2000-talet har namnet legat mellan plats 100 och 150 på topplistan. Så populärt har det inte varit sedan 1940-talet.
Den 31 december 2014 fanns det totalt 9 198 kvinnor folkbokförda i Sverige med namnet Inez eller Ines, varav 5 034 bar det som tilltalsnamn. Inez är den vanligaste stavningen.
Namnsdag i Sverige: 6 augusti (1986–1992: 12 oktober, 1993–2000: 1 mars). Firas tillsammans med Alfons. I den finlandssvenska namnsdagslängden har Ines namnsdag 29 augusti sedan starten 1929, då en egen namnsdagskalender togs i bruk för finlandssvenskar.

## Personer med namnet Inez eller Ines
- Prinsessan Ines, svensk prinsessa
- Inez Dahl Torhaug, svensk-norsk skådespelerska
- Inês de Castro, portugisisk mätress (älskarinna till Peter I av Portugal)
- Juana Inés de la Cruz, mexikansk författare och nunna
- Inés de Zúñiga y Velasco, spansk hovfunktionär
- Eda-Ines Etti, estnisk sångerska
- Inez Haynes Irwin, amerikansk feminist och författare
- Inês Henriques, portugisisk friidrottare
- Inese Klotina, lettisk pianist
- Inez Köhler, svensk operasångerska (sopran)
- Inez Leander, svensk målare, grafiker och författare
- Inez Lundmark, svensk skådespelare
- Inez Magnusson, svensk bedragare
- Inez Malm, svensk folkskollärare och rösträttsaktivist
- Ines Sebalj, svensk skådespelare, regissör och fotograf
- Inés de Suárez, spansk conquistador
- Inez Svensson, svensk textilkonstnär
- Inez Turner, jamaicansk friidrottare
- Ines Uusmann, svensk politiker (s), f.d. statsråd
- Inese Vaidere, lettisk ledamot av Europaparlamentet
- Inez Wassner, svensk operasångerska (sopran)

## Fiktiva figurer med namnet Inez
- Inez, Bert-serien, se Berts ytterligare betraktelser

## Personer med efternamnet Inez
- Mike Inez, amerikansk rockmusiker